# Galina Antiufeeva
Galina Mihailovna Antiufeeva (în rusă Галина Михайловна Антюфеева) (n. 6 ianuarie 1960, Belogorsk, regiunea Amur, Federația Rusă) este un om politic din Transnistria, deputat în Parlamentul regiunii separatiste. De asemenea, este soția generalului Vladimir Antiufeev, ministrul securității de stat al aceleiași regiuni.

## Biografie
Galina Antiufeeva s-a născut la data de 6 ianuarie 1960, în orașul Belogorsk din  regiunea Amur (Federația Rusă). În anul 1975, a fost admisă la studii la Liceul Tehnic "Mihail Frunze" din Tiraspol, ale cărui cursuri le-a absolvit cu premiul întâi în anul 1979.
Din același an a început să lucreze mai întâi ca muncitoare la asociația de conducere a cercetărilor și producției “Dnestr” și apoi ca activistă a Comsomolului în raionul Slobozia. În anul 1982 este aleasă ca președinte al Consiliului rural din localitatea Novotiraspol. În anul 1988 este numită ca șefă a Oficiului de Stare Civilă din cadrul Comitetului executiv municipal Tiraspol.
În același timp cu activitatea profesională, a absolvit cursurile Institutului Agronomic din Chișinău ca agronom (1989) și apoi pe cele ale Facultății de Drept ale Universității de Stat "Taras Șevcenko" din Tiraspol, ca jurisprudent (1998).
Între anii 1999-2000, a condus Departamentul instituțiilor judiciare, notariatelor și actelor de stare civilă din cadrul Ministerului Justiției al autoproclamatei Republici Moldovenești Nistrene. Din anul 2000, a fost aleasă ca deputat în Sovietul Suprem al Transnistriei și președinte al Comitetului pentru legislație, drepturi și libertăți cetățenești. Este președinte al comunității rusești din Tiraspol, intitulată "Casa Rusă".
Ea a fost membră a Partidului Republican din Transnistria ("Respublika"), care îl susținea pe președintele Republicii Moldovenești Nistrene, Igor Smirnov. La data de 3 iulie 2007, ea a participat la fondarea Partidului Transnistria cinstită..
După ce la începutul anului 2007, Federația Rusă a incetat să mai susțină financiar regiunea transnistreană, iar autoritățile transnistrene au fost nevoite să reducă masiv cheltuielile pentru a putea achita pensiile și salariile, în noiembrie 2007 s-a propus în Duma de Stat a Rusiei suspendarea plății pensiilor pentru pensionarii nerezindenți în Rusia. Galina Antiufeeva a declarat că cetățenii care locuiesc in spațiul postsovietic nu poartă nici o vină și în fond nu și-au dorit destrămarea URSS. "Așa s-a întâmplat, că marea noastră țară a fost ruptă in bucățele, in țări mici. Cu toate acestea, majoritatea oamenilor continuă să se asocieze cu Federația Rusă. Pensionarii transnistreni și-au exprimat opțiunea la referendumul din 17 septembrie 2006, cănd 97% dintre ei au votat pentru alipirea la Rusia. Practic, 80 la sută dintre transnistreni sunt cetățeni ai Federației Ruse. (...) Niciodată Rusia nu a fost nedreaptă cu cetățenii săi. Partea rusă a acordat întotdeauna ajutor și susținere compatrioților".
Galina Antiufeeva a primit titlul de "muncitor fruntaș" al Republicii Moldovenești Nistrene. Este căsătorită cu generalul Vladimir Antiufeev, ministrul securității de stat al aceleiași regiuni și au împreună o fiică.